# Science & Faith
Science & Faith is het tweede album van de Ierse band The Script. Het album is uitgebracht  op 10 september 2010 in Ierland, in navolging van de eerste single For the First Time die op 3 september is uitgebracht. De releasedatum voor Centraal-Europa was 14 september. Het thema van het album is gebaseerd op het huidige economische en sociale klimaat in Ierland.

## Singles
- De eerste single van het album is For the First Time. Het nummer is zowel fysiek als digitaal uitgebracht op 3 september in Ierland, gevolgd door andere Europese landen, waaronder Nederland en België op 5 september.[2], evenals in het Verenigd Koninkrijk[1].
- Op de MySpace van de band is in augustus de video verschenen.
- Het nummer For the First Time is in week 34 van 2010 uitgeroepen tot Alarmschijf op Radio 538.

## Bezetting
- Danny O'Donoghue - zang, keyboard, gitaar, piano
- Mark Sheehan - leadgitaar, gitaar, achtergrondzang
- Glen Power - drum, percussie, gitaar, achtergrondzang

## Tracklist
1. You Won't Feel a Thing — 4:33
2. For the First Time — 4:12
3. Nothing — 4:31
4. Science and Faith — 4:19
5. If You Ever Come Back — 4:01
6. Long Gone and Moved On — 4:17
7. Dead man Walking — 3:54
8. This = Love — 4:20
9. Walk Away — 3:36
10. Exit Wounds — 4:25
11. Bullet from a Gun (bonustrack)

## Releasedata
- 10 september - Ierland, Oostenrijk, Scandinavië
- 13 september - Verenigd Koninkrijk, Verenigde Staten, Canada
- 14 september - Centraal-Europa

## Hitnotering

### NederlandseAlbum Top 100
| Hitnotering: 16-10-2010 t/m 13-08-2011 | Hitnotering: 16-10-2010 t/m 13-08-2011 | Hitnotering: 16-10-2010 t/m 13-08-2011 | Hitnotering: 16-10-2010 t/m 13-08-2011 | Hitnotering: 16-10-2010 t/m 13-08-2011 | Hitnotering: 16-10-2010 t/m 13-08-2011 | Hitnotering: 16-10-2010 t/m 13-08-2011 | Hitnotering: 16-10-2010 t/m 13-08-2011 | Hitnotering: 16-10-2010 t/m 13-08-2011 | Hitnotering: 16-10-2010 t/m 13-08-2011 | Hitnotering: 16-10-2010 t/m 13-08-2011 | Hitnotering: 16-10-2010 t/m 13-08-2011 | Hitnotering: 16-10-2010 t/m 13-08-2011 | Hitnotering: 16-10-2010 t/m 13-08-2011 | Hitnotering: 16-10-2010 t/m 13-08-2011 | Hitnotering: 16-10-2010 t/m 13-08-2011 | Hitnotering: 16-10-2010 t/m 13-08-2011 | Hitnotering: 16-10-2010 t/m 13-08-2011 | Hitnotering: 16-10-2010 t/m 13-08-2011 | Hitnotering: 16-10-2010 t/m 13-08-2011 | Hitnotering: 16-10-2010 t/m 13-08-2011 | Hitnotering: 16-10-2010 t/m 13-08-2011 | Hitnotering: 16-10-2010 t/m 13-08-2011 | Hitnotering: 16-10-2010 t/m 13-08-2011 |
| Week:                                  | 1                                      | 2                                      | 3                                      | 4                                      | 5                                      | 6                                      | 7                                      | 8                                      | 9                                      | 10                                     | 11                                     | 12                                     | 13                                     | 14                                     | 15                                     | 16                                     | 17                                     | 18                                     | 19                                     | 20                                     | 21                                     | 22                                     | 23                                     |
| -------------------------------------- | -------------------------------------- | -------------------------------------- | -------------------------------------- | -------------------------------------- | -------------------------------------- | -------------------------------------- | -------------------------------------- | -------------------------------------- | -------------------------------------- | -------------------------------------- | -------------------------------------- | -------------------------------------- | -------------------------------------- | -------------------------------------- | -------------------------------------- | -------------------------------------- | -------------------------------------- | -------------------------------------- | -------------------------------------- | -------------------------------------- | -------------------------------------- | -------------------------------------- | -------------------------------------- |
| Positie:                               | 14                                     | 28                                     | 32                                     | 55                                     | 62                                     | 56                                     | 62                                     | 59                                     | 48                                     | 76                                     | 64                                     | 67                                     | 50                                     | 49                                     | 39                                     | 31                                     | 31                                     | 35                                     | 38                                     | 30                                     | 31                                     | 31                                     | 29                                     |
| Week:                                  | 24                                     | 25                                     | 26                                     | 27                                     | 28                                     | 29                                     | 30                                     | 31                                     | 32                                     | 33                                     | 34                                     | 35                                     | 36                                     | 37                                     | 38                                     | 39                                     | 40                                     | 41                                     | 42                                     | 43                                     | 44                                     |                                        |                                        |
| Positie:                               | 33                                     | 36                                     | 48                                     | 55                                     | 73                                     | 49                                     | 45                                     | 50                                     | 50                                     | 54                                     | 36                                     | 57                                     | 21                                     | 37                                     | 43                                     | 40                                     | 61                                     | 54                                     | 60                                     | 64                                     | 68                                     | uit                                    |                                        |

### VlaamseUltratop 100Albums
| Hitnotering: (Week 1 t/m 5) 16-10-2010 t/m 13-11-2010 Hitnotering: (Week 6) 12-02-2011 | Hitnotering: (Week 1 t/m 5) 16-10-2010 t/m 13-11-2010 Hitnotering: (Week 6) 12-02-2011 | Hitnotering: (Week 1 t/m 5) 16-10-2010 t/m 13-11-2010 Hitnotering: (Week 6) 12-02-2011 | Hitnotering: (Week 1 t/m 5) 16-10-2010 t/m 13-11-2010 Hitnotering: (Week 6) 12-02-2011 | Hitnotering: (Week 1 t/m 5) 16-10-2010 t/m 13-11-2010 Hitnotering: (Week 6) 12-02-2011 | Hitnotering: (Week 1 t/m 5) 16-10-2010 t/m 13-11-2010 Hitnotering: (Week 6) 12-02-2011 | Hitnotering: (Week 1 t/m 5) 16-10-2010 t/m 13-11-2010 Hitnotering: (Week 6) 12-02-2011 | Hitnotering: (Week 1 t/m 5) 16-10-2010 t/m 13-11-2010 Hitnotering: (Week 6) 12-02-2011 | Hitnotering: (Week 1 t/m 5) 16-10-2010 t/m 13-11-2010 Hitnotering: (Week 6) 12-02-2011 |
| Week:                                                                                  | 1                                                                                      | 2                                                                                      | 3                                                                                      | 4                                                                                      | 5                                                                                      |                                                                                        | 6                                                                                      |                                                                                        |
| -------------------------------------------------------------------------------------- | -------------------------------------------------------------------------------------- | -------------------------------------------------------------------------------------- | -------------------------------------------------------------------------------------- | -------------------------------------------------------------------------------------- | -------------------------------------------------------------------------------------- | -------------------------------------------------------------------------------------- | -------------------------------------------------------------------------------------- | -------------------------------------------------------------------------------------- |
| Positie:                                                                               | 55                                                                                     | 47                                                                                     | 61                                                                                     | 83                                                                                     | 88                                                                                     | uit                                                                                    | 96                                                                                     | uit                                                                                    |